# Horace Chang

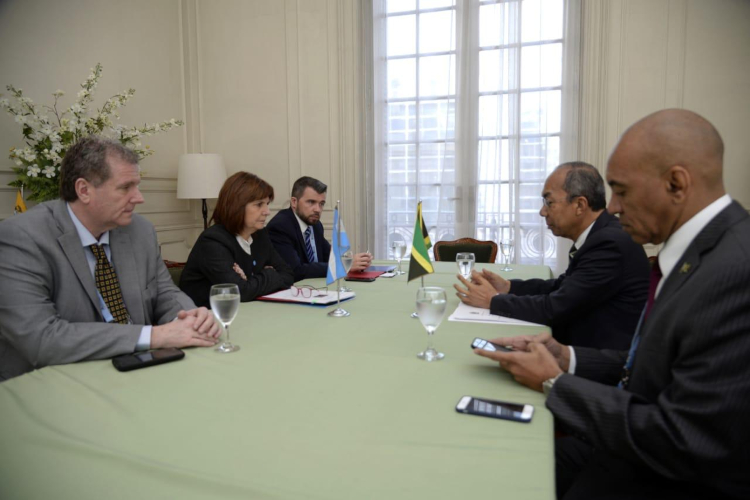
Horace Chang (zweiter von rechts) bei einem Treffen mit der argentinischen Ministerin Patricia Bullrich (2019)

Horace Anthony Chang (* 10. November 1952 in Westmoreland) ist ein jamaikanischer Politiker der Jamaica Labour Party (JLP). Er war von September 2007 bis Januar 2012 Minister für Wohnungen, Umwelt und Wasser (Minister of Housing, Environment and Water) Jamaikas.

## Leben
Chang besuchte die New Roads Primary School in Westmoreland, bevor er mit 11 Jahren einen Platz auf dem Cornwall College in Montego Bay in St. James bekam. Nachdem er 1972 das College abgeschlossen hatte, studierte er Medizin an der University of the West Indies. Seit 1977 war Dr. Chang als Medical Officer of Health im Trelawny Parish tätig, seit 1998 im Hanover Parish.
Chang ist verheiratet und Vater von zwei Kindern.

## Politik
Chang war schon 1976 in der JLP als Youth Leader auf lokaler Ebene aktiv, später wurde er Vizepräsident von Young Jamaica, der Jugendorganisation der JLP. Chang hatte seitdem verschiedene Parteiämter inne, so war er zeitweise stellvertretender Generalsekretär (Deputy General Secretary) und von 2003 bis 2010 stellvertretender Parteivorsitzender (Deputy Leader) für den Area Council 4 (West-Jamaika) der JLP.
Bei der Parlamentswahl im Oktober 1980 wurde Chang als Kandidat der JLP für den Wahlkreis Hanover Western zum ersten Mal ins Repräsentantenhaus gewählt. Bei den Wahlen 1989, 1993, und 1997 unterlag er jeweils seinen Konkurrenten von der People’s National Party (PNP). Erst im Jahr 2002 gelang ihm wieder der Einzug ins Parlament, er gewann den Sitz im Wahlkreis St. James North Western. Er war während der Legislaturperiode Oppositionssprecher für Wohnungspolitik und Stadtentwicklung. 
Als bei der Parlamentswahl am 3. September 2007 Chang in St. James North Western wiedergewählt wurde und die JLP die Regierungsmehrheit errang, wurde Chang von Premierminister Bruce Golding in die Regierung berufen und zum Minister für Wasser- und Wohnungswesen ernannt. Seine Vereidigung fand am  14. September 2007 statt. Im Rahmen einer Kabinettsumbildung Ende Juni 2011 wurde sein Ministerium mit Wirkung zum 1. Juli 2011 umstrukturiert zum Ministerium für Wohnungen, Umwelt und Wasser.
Bei der Wahl am 29. Dezember 2011 konnte er seinen Parlamentssitz erneut verteidigen, die JLP verlor aber die Wahl, so dass Chang aus dem Ministeramt schied. Seit dem 19. Januar 2012 fungiert er als Oppositionssprecher für Wohnungspolitik.